# Зухуров, Шукурджон Зухурович
Шукурджон Зухурович Зухуров (тадж. Шукурҷон Зуҳурович Зуҳуров) — таджикистанский политический и государственный деятель, председатель Палаты Представителей Высшего Собрания Республики Таджикистан (с 2010 по 2020 год) и председатель Совета Высшего Собрания Республики Таджикистан.

## Биография
Родился в 1954 году. В 1976 году окончил Московский институт инженеров землеустройства. Работал инженер-геодезистом района Хамадони Хатлонской области, начальником отдела землепользования и геодезии исполнительного Комитета Совета депутатов бывшей Курган-Тюбинской области, инструктором, начальником отдела и секретарем ЦК комсомола Таджикистана. В 1986 году стал председателем исполнительного Комитета Совета народных депутатов Комсомолабадского района (ныне Нурабад).
В 1990 году назначен председателем Государственного Комитета по труду и подготовке рабочих кадров Таджикской ССР. Затем занимал должности начальника отдела занятости и социальной защиты населения исполнительного Аппарата Президента Республики Таджикистан, главы Пянджского района Хатлонской области, заместителя руководителя исполнительного аппарата Президента Республики Таджикистан. В 1992 году окончил Российскую Академию управления по специальности «политолог». В 1993—1998 годах  министр труда и занятости населения Таджикистана. В 2006—2010 годах — министр труда и социальной защиты населения.
Принимал участие (со стороны правительственной делегации) в восьми раундах межтаджикского переговорного процесса 1994—1997 годах по мирному урегулированию вооружённого противостояния в стране. В 1997—2000 годах продолжил свою деятельность на посту председателя подкомиссии по вопросам беженцев в Комиссии по национальному примирению.
Являлся депутатом Высшего Собрания Республики Таджикистан первого созыва (1995—2000). 28 февраля 2010 года избран депутатом нижней палаты Высшего Собрания Таджикистана четвёртого созыва. 16 марта 2010 года на первом заседании первой сессии был избран председателем Палаты представителей Высшего Собрания и председателем Совета Высшего Собрания. Занимал этот пост до 17 марта 2020 года. Старейший действующий депутат парламента в Таджикистане.
Является Президентом национальной парламентской группы Таджикистана в Межпарламентском мировом Союзе.
Женат, имеет пятерых детей.

## Награды
- Орден «Зарринточ»
- Орден «Шараф»
- Орден Дружбы (Таджикистан)
- Орден «Содружество» (18 апреля 2019 года, Межпарламентская ассамблея СНГ) — за активное участие в деятельности Межпарламентской Ассамблеи и её органов, вклад в укрепление дружбы между народами государств — участников Содружества Независимых Государств[1]
- Медаль «За укрепление парламентского сотрудничества» (17 апреля 2014 года, Межпарламентская ассамблея СНГ) — за особый вклад в развитие парламентаризма, укрепление демократии, обеспечение прав и свобод граждан в государствах — участниках Содружества Независимых Государств[2]
- Медаль «МПА СНГ. 25 лет» (27 марта 2017 года, Межпарламентская ассамблея СНГ) — за заслуги в деле развития и укрепления парламентаризма, за вклад в развитие и совершенствование правовых основ функционирования Содружества Независимых Государств, укрепление международных связей и межпарламентского сотрудничества[3]